# フォスコ・マライーニ

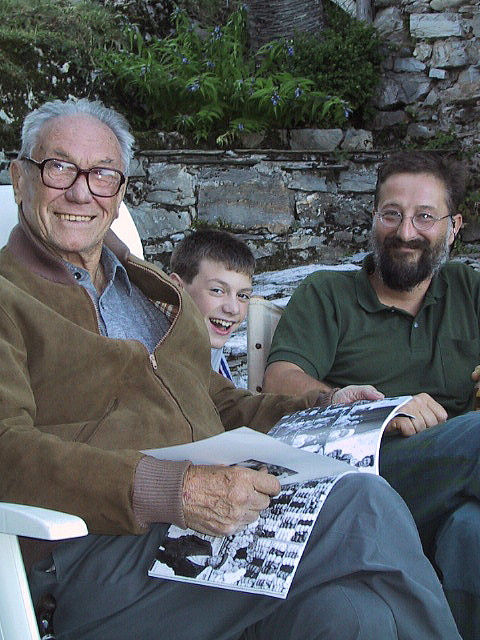
マライーニの家族。左の人物がフォスコ

フォスコ・マライーニ（Fosco Maraini、1912年11月15日 - 2004年1月8日）は、イタリアの写真家、登山家、人類学者、東洋学者。子のダーチャ、トーニはともに作家、ユキは音楽家。元妻のトパツィアは、イタリアの名門貴族・アリアータ家出身で、ワイン醸造家として有名なサラパルータ公爵の孫、ヴィッラフランカ公爵の娘であり、芸術家としても知られている。

## 生涯
彫刻家であったアントニオ・マライーニ（Antonio Maraini）とハンガリー系イギリス人の作家ヨイ・クロッセ（Yoï Crosse）を両親として、フィレンツェに生まれる。
早くから東方への興味が育ち、1934年には英語教師として北アフリカやアナトリアに旅行する。1935年に最初の妻・トパツィアと結婚し、3人の娘を授かっている。フィレンツェ大学の自然科学・人類学部を卒業し、1937年に東洋学者ジュゼッペ・トゥッチについて、サンスクリット・ヒンディー語・チベット語・ベンガル語などのアジアの言語を学び、チベットにも同行した。
1938年に日本の外務省所管の国際学友会の奨学金で、妻子を伴い日本に留学する。12月15日札幌に到着し、北海道帝国大学医学部所属、アイヌ研究家児玉作左衛門の指導を受ける。同時期、二風谷在住のスコットランド人、ニール・ゴードン・マンローや札幌在住のジョン・バチェラー等と知り合い、アイヌの信仰やイクパスイについて研究を進めた。北大では宮澤・レーン事件の宮澤弘幸、ハロルドとポーリンのレーン夫妻と交流を持った。夏は軽井沢で避暑生活を送った。妻のトパツィアは　軽井沢在住、西洋人間のスター的存在で、生まれの高貴さを認めてくれる唯一の場所であったことから、軽井沢に滞在することに執着していたという。
1941年、京都帝国大学イタリア語科の教師となった。1942年にはマンローの死を看取り、蔵書と遺稿を管理している。1943年イタリア王国の降伏後に成立しナチスの傀儡政権であったサロ共和国への忠誠を拒否したため、日本での敵国人の抑留政策の一環として、10月21日には敵国人として、妻と3人の娘と共に名古屋市天白の収容所へ移送される。この際、獄中での待遇の改善を訴えて斧で自らの左手の小指を切断している。その後、名古屋が空襲を受け収容所が消失したことにより石野村（現　豊田市東広瀬町）にある広済寺に移ることになる。1945年8月30日に解放され翌年イタリアに帰国する。
1953年に再来日、日本各地を巡って記録映画を撮影した。フィレンツェ大学教育学部で日本語・日本文学科を創設し1983年まで務め、その間ジュリアーナ・ストラミジョーリとともに、伊日文化研究会（AISTUGIA）を創立した。1986年国際基金賞を受賞し再来日した。
没後の2013年より、イタリア文化会館主催の「マルコ・ポーロ賞」を継承する形で「フォスコ・マライーニ賞」が発足し、日本語で出版されたイタリアに関する優れた著作に対し授与されている。

## アイヌ研究
アイヌの信仰や儀式を研究したマンローの後を受け　イクパスイについて研究している。イクパスイに刻まれる印であるイトクパ（itokupa、またはitoppa）は、それを彫った個人か家系を表すものであることを示唆した。さらにイクパスイの表面に彫られた装飾は海の神（rep-un-kamui）熊（kim-un-kamui）などを表すと考えた。そのため多種多様の装飾を分類して変形した順に並べ、初期には写実的な彫刻であったものが時代によって簡略化され、もとの意義を見失うくらいに変化したことを示した。イクパスイの機能については、kike-ush-basuiやイナウ（inau）などとの類似に注目し、人と神との間をつなぐ「使者」の役割を果たすと考えている。

## 著作
- Gli Iku-bashui degli Ainu (1942年)
- Segreto Tibet (1951年)
- Ore giapponesi (1957年)
- G4-Karakorum (1960年)
- Paropamiso (1960年)
- L'isola delle pescatrici (1960年)
- Le fànfole (1966年)
- Esotico inverso (1970年)
- Tokyo (1976年)
- Gnòsi delle fànfole (1978年)
- Giappone e Corea (1978年)
- Nuvolario (1995年)
- Case, amori, universi (2000年)
- Giappone Mandala (2006年)

### 日本語訳著書
- 『ヒマラヤの真珠』（1943年、精華房）
- 『チベット ― そこに秘められたもの』（1958年、理論社）
- 『ガッシャブルム4 ― カラコルムの峻峰登頂記録』（1962年、理論社）
- 『JAPAN』（1971年、講談社）
- 『海女の島 ― 舳倉島』（1989年、未来社）、新装版2013年
- 『アイヌのイクパスイ』（1994年、アイヌ民族博物館）
- 『イル・ミラモンド レンズの向こうの世界 60年間のイメージの記録』（2001年、パリアイ・ポリスタンパ）
- 『随筆日本 ― イタリア人の見た昭和の日本』（2009年、松籟社）